# Ярцев, Владимир Егорович
Влади́мир Его́рович Я́рцев (15 октября 1924, Донецкая губерния — 8 ноября 1956, Будапешт) — участник венгерских событий 1956 года, начальник связи авиационной эскадрильи 880-го гвардейского бомбардировочного авиационного полка Южной группы войск, Герой Советского Союза, гвардии старший лейтенант.

## Биография
Родился 15 октября 1924 года в посёлке рудника № 3 (ныне посёлок Дзержинского, Ровеньковский горсовет, Луганская область, Украина) в семье рабочего. Русский. Член ВКП(б)/КПСС с 1946 года. Окончил среднюю школу.
В Красной Армии с 1941 года. В Отечественной войне с сентября по декабрь 1941 года в составе 6-го стрелкового корпуса Юго-Западного фронта, с марта по ноябрь 1943 года в составе 67-го штурмового авиационного полка 16-й воздушной армии Белорусского фронта, с января по май 1945 года старший сержант Ярцев воевал старшим воздушным стрелком-радистом 970-го бомбардировочного авиационного полка 327-й бомбардировочной авиационной дивизии 16-й воздушной армии. За время войны был четырежды ранен, награждён орденом Красной Звезды.
В 1950-х годах проходил служил в Военно-воздушных силах Южной группы советских войск (Венгерская Народная Республика).
Начальник связи авиационной эскадрильи 880-го гвардейского бомбардировочного авиационного полка гвардии старший лейтенант Владимир Ярцев осенью 1956 года в составе советских войск принимал участие в венгерских событиях, официально именовавшихся «подавлением контрреволюционного мятежа».
8 ноября 1956 года В. Е. Ярцев, в составе экипажа бомбардировщика Ил-28 (командир — гвардии капитан Бобровский Александр Андреевич, штурман — гвардии капитан Кармишин Дмитрий Дмитриевич) выполнял боевое задание командования — аэрофотосъёмку военных заводов. Успешно выполнив поставленную задачу и передав ценные разведданные в штаб, советские лётчики при возвращении на свой аэродром подверглись зенитному обстрелу в районе острова Чепель. Самолёт был сбит. Экипаж погиб.
Останки офицеров-гвардейцев были вывезены в Советский Союз и с воинскими почестями погребены на Лычаковском кладбище областного центра Львовской области Украины — города Львова.
Указом Президиума Верховного Совета СССР от 18 декабря 1956 года «за мужество и отвагу, проявленные при выполнении воинского долга», гвардии старшему лейтенанту Ярцеву Владимиру Егоровичу посмертно присвоено звание Героя Советского Союза.

## Награды
Награждён орденом Ленина, двумя орденами Красной Звезды, медалями.

## Память
- Надгробный памятник на могиле во Львове[3].